# 阿尔卑斯莱茵河
47°31′28″N 9°38′43″E / 47.52444°N 9.64528°E

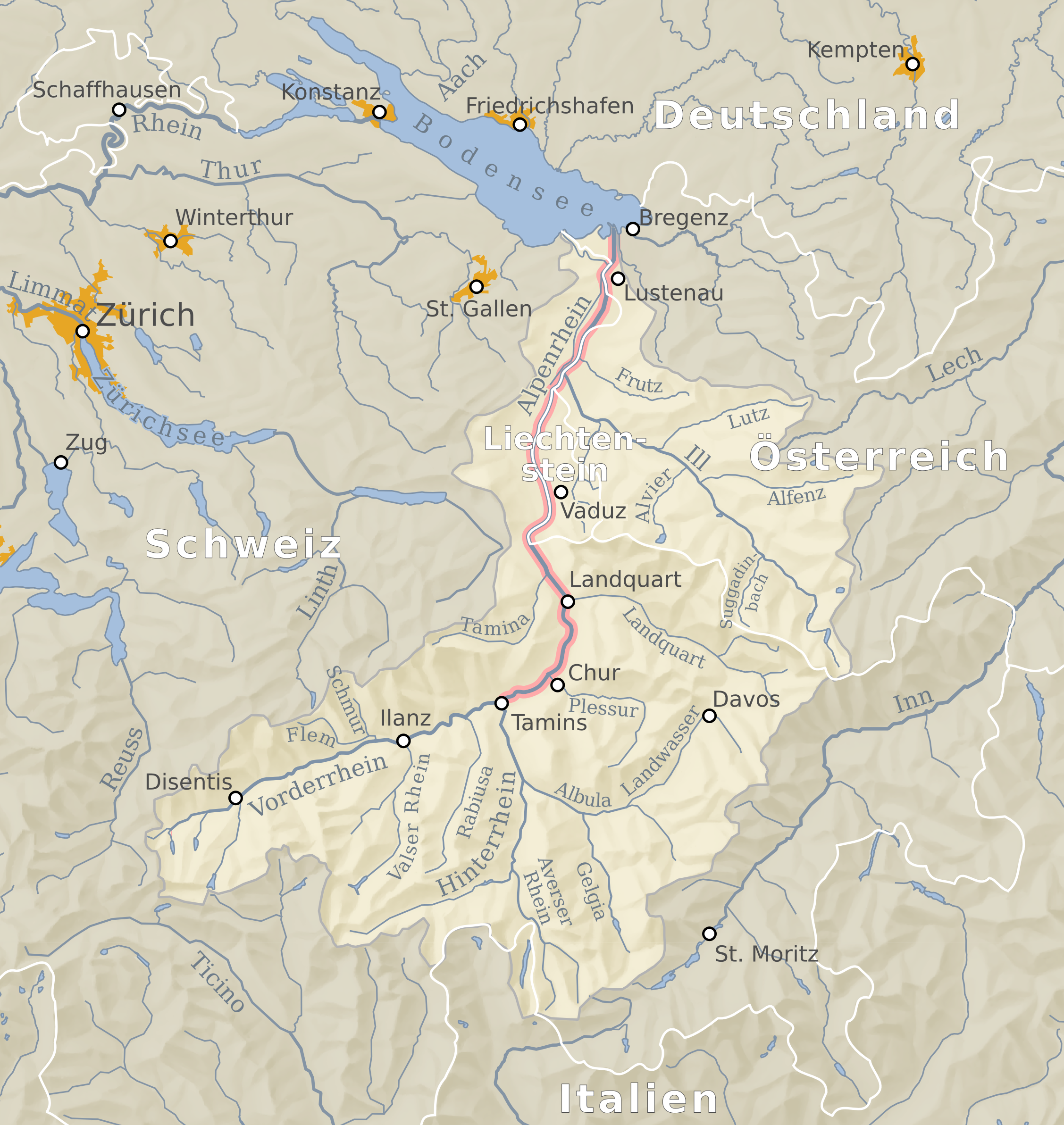

阿爾卑斯萊茵河（德語：Alpenrhein）是瑞士、列支敦斯登和奥地利的河流，位於該國東南部，流經格勞賓登州，屬於萊茵河的支流，河道全長90公里，流域面積6,119平方公里，發源自阿爾卑斯山，最終注入博登湖。